# Oakford (Illinois)
Oakford è un villaggio degli Stati Uniti d'America, situato nello Stato dell'Illinois, nella contea di Menard.